# Jeremias Reusner
Jeremias Reusner (auch Reußner, Reusnerus; * 4. Mai 1590 in Löwenberg in Schlesien; † 29. September 1652 in Wittenberg) war ein deutscher Rechtswissenschaftler.

## Leben
Reusner war ein Sohn des Bürgers Franziskus Reusner und seiner Frau Martha, die Tochter des aus Lüben stammenden Bürgers Melchior Homberger. Er besuchte zunächst die Schule seiner Heimatstadt. Im Herbst 1599 adoptierte ihn sein Onkel Nikolaus von Reusner, nahm ihn bei sich im Haushalt in Jena auf, wo er zunächst die Stadtschule besuchte. 1601 ging er an das kurfürstliche Gymnasium Schulpforta, von wo er nach sechsjähriger Ausbildung zurück an die Universität Jena kam und sich dort 1607 immatrikulierte. Bereits am 30. Dezember desselben Jahres, konnte er sich den akademischen Grad eines Magisters erwerben und begann im Anschluss ein juristisches Studium, wobei er vor allem von Virgilius Pingitzer gefördert wurde.
Nach kurzem Aufenthalt in seiner Heimatstadt kehrte er nach Jena zurück, wo er unter anderem Vorlesungen und Disputationen abhielt. Am 9. Mai 1615 wechselte er an die Universität Wittenberg, wo er am 23. Juni begann, öffentliche Privatvorlesungen abzuhalten. Am 16. September des gleichen Jahres avancierte er zum Lizentiaten und am 19. September promovierte er zum Doktor der Rechtswissenschaften. Er setzte seine Vorlesungen fort, betätigte sich als Rechtsanwalt, wurde am 21. August 1617 Assessor an der Juristischen Fakultät der Wittenberger Hochschule, am 16. April 1618 Advokat des sächsischen Hofgerichts, am 20. Januar 1619 übernahm er die Vertretung seines Vetters Bartholomäus Reusner und wurde am 14. März 1621 Professor der Institutionen an der Wittenberger juristischen Fakultät.
Damit verbunden war eine Stelle als Assessor am sächsischen Hofgericht Wittenberg. Diesem stand er 1628 als Senior vor, wurde 1639 Professor des Codex, damit verbunden Assessor am Wittenberger Konsistorium, 1640 Professor der Dekretalen und Ordinarius. In seiner Funktion als Professor war er mehrmals Dekan der juristischen Fakultät und drei Mal Rektor der Universität, vor allem in der schwierigen Zeit des Dreißigjährigen Krieges. So wurde ihm während dieser Zeit mehrmals das Haus geplündert, was ihn auch gesundheitlich mitnahm, so dass der Arzt ihm zu einem Besuch in Karlsbad riet. Dennoch verbesserte dies nicht seine gesundheitliche Situation und so starb er am Michaelistag und wurde am 5. Oktober 1652 in der Schlosskirche Wittenberg beigesetzt.

## Werkauswahl
- Methodus juris feudalis, communis et Saxonici. Wittenberg 1632.
- Decades controversarum juris positionum. Wittenberg 1619.

## Familie
Reusner heiratete am 23. November 1618 Anna Maria Schröter, die Tochter des Kanzlers der Grafschaft Henneberg Jacob Schröter (* 25. September 1570 in Weimar; † 11. Juni 1645 in Meiningen). Aus seiner 34-jährigen Ehe stammen zwei Söhne und sieben Töchter. Man kennt die Kinder:
- Christina Magaretha Reusner († 1635 jung)
- Anna Maria Reusner verheiratet sich 1643 mit gräflich barbyschen Rat, Assessor der Juristenfakultät der Uni. Wittenberg und Syndikus Wittenberg, Dr. jur. Christoph Breßler (auch: Bresler, Bressler: * 21. August 1609 Neumark/Schlesien: † 1. November 1665 Wittenberg)
- Magdalene Reusner (* 4. März 1625 in Wittenberg; † 28. November 1654 in Lübben) verheiratet am 19. September 1648 in Wittenberg mit Andreas Jahn (* September 1611 in Belgern; † 16. Juli 1676 in Lübben),
- Katharina Reusner (* 6. Oktober 1633 in Wittenberg; † 19. Mai 1680 in Halle (Saale)) heiratete am 23. September 1651 den Assessor des Schöppenstuhls in Halle Lic. jur. Thomas de Wedig (* 27. Oktober 1625 in Halle; † 22. Mai 1702 ebenda)
- Dorothea Reusner (* 4. Juni 1634 in Wittenberg; † 25. Juli 1706 in Lübeck) verehelichte sich am 20. Juni 1654  mit Samuel Pomarius
- Johann Jeremias Reusner (* 23. Dezember 1631 in Wittenberg; † 1. Februar 1652 in Dresden)
- Christina Elisabeth Reusner